# Gadilida
Gadilida là một bộ rất nhỏ, động vật thân mềm thuộc lớp Scaphopoda sống ở biển.
Các loài trong bộ Gadilida thường nhỏ hơn rất nhiều so với những loài trong bộ khác, Dentaliida.

## Các họ
Các phân bộ và họ trong bộ Gadilida:
- Entalimorpha Steiner, 1992
  - Entalinidae Chistikov, 1979
- Gadilimorpha Steiner, 1992
  - Gadilidae Stoliczka, 1868
  - Pulsellidae Scarabino in Boss, 1982
  - Wemersoniellidae Scarabino, 1986
  - Các chi incertae sedis:
    - Boissevainia V. Scarabino & F. Scarabino, 2010
    - Compressidens Pilsbry & Sharp, 1897
    - Megaentalina Habe, 1963